# Шарнопільська сільська рада
Шарно́пільська сільська́ ра́да — адміністративно-територіальна одиниця та орган місцевого самоврядування в Монастирищенському районі Черкаської області. Адміністративний центр — село Шарнопіль.

## Загальні відомості
- Населення ради: 728 осіб (станом на 2001 рік)

## Населені пункти
Сільській раді були підпорядковані населені пункти:
- с. Шарнопіль

## Склад ради
Рада складається з 12 депутатів та голови.
- Голова ради: Шпирка Микола Миколайович
- Секретар ради: Кабан Галина Володимирівна

### Керівний склад попередніх скликань
| Прізвище, ім'я, по батькові | Основні відомості                                                         | Дата обрання | Дата звільнення |
| --------------------------- | ------------------------------------------------------------------------- | ------------ | --------------- |
| Шпирка Микола Миколайович   | Сільський голова, 1967 року народження, освіта вища, безпартійний         | 26.03.2006   | 31.10.2010      |
| Шпирка Микола Миколайович   | Сільський голова, 1967 року народження, освіта вища, член Партії регіонів | 31.10.2010   |                 |

Примітка: таблиця складена за даними сайту Верховної Ради України

### Депутати
За результатами місцевих виборів 2010 року депутатами ради стали:

#### За суб'єктами висування
| Суб'єкт висування         | Кількість обраних депутатів | %    |
| ------------------------- | --------------------------- | ---- |
| Партія регіонів           | 10                          | 83,3 |
| Народна партія            | 1                           | 8,3  |
| Українська Народна Партія | 1                           | 8,3  |

#### За округами
| № округу                  | Прізвище, ім'я, по батькові   | Дата визнання обраним | Освіта             | Партійна приналежність | Відомості про обраного депутата       |
| ------------------------- | ----------------------------- | --------------------- | ------------------ | ---------------------- | ------------------------------------- |
| Народна Партія            |                               |                       |                    |                        |                                       |
| 3                         | Білоус Тетяна Петрівна        | 04.11.2010            | вища               | позапартійна           | Шарнопільський НВК, вчитель           |
| Партія регіонів           |                               |                       |                    |                        |                                       |
| 1                         | Пашкевич Олег Тадеушович      | 04.11.2010            | середня спеціальна | позапартійний          | тимчасово не працює                   |
| 2                         | Кузьменко Людмила Анатоліївна | 04.11.2010            | вища               | позапартійна           | Шарнопільський НВК, вчитель           |
| 4                         | Шпирка Ігор Миколайович       | 04.11.2010            | середня            | член Партії регіонів   | тимчасово не працює                   |
| 5                         | Кузьменко Василь Петрович     | 04.11.2010            | середня            | позапартійний          | Шарнопільський НВК, охоронник         |
| 6                         | Кабан Василь Вікторович       | 04.11.2010            | середня            | позапартійний          | Шарнопільський НВК, зав.госп          |
| 7                         | Христинко Олена Станіславівна | 04.11.2010            | середня спеціальна | позапартійна           | Шарнопільський НВК, зав.дит.садком    |
| 8                         | Кабан Галина Володимирівна    | 04.11.2010            | вища               | позапартійна           | Шарнопільськасільська рада, секретар  |
| 10                        | Шпирка Поліна Трохимівна      | 04.11.2010            | вища               | позапартійна           | Шарнопільський НВК, вчитель           |
| 11                        | Шпирка Любов Степанівна       | 04.11.2010            | середня            | позапартійна           | тимчасово не працює                   |
| 12                        | Хлипавка Надія Володимирівна  | 04.11.2010            | середня спеціальна | позапартійна           | Шарнопільськасільська рада, бухгалтер |
| Українська Народна Партія |                               |                       |                    |                        |                                       |
| 9                         | Кравченко Віктор Миколайович  | 04.11.2010            | вища               | позапартійний          | Шарнопільський НВК, вчитель           |